# Karl Schultes (Jurist)
Karl Schultes (* 6. Juli 1909 in Nordhausen; † 2. Februar 1982) war ein deutscher Jurist, Parteifunktionär (SPD/SAP/KPD/SED), Wehrmachtsdeserteur und Landesverfassungsrichter in Nordrhein-Westfalen.

## Leben
Schultes entstammte der Familie eines Arztes und Freidenkers. Sein Wohnhaus wurde von dem bekannten späteren NS-Architekten Paul Schultze-Naumburg errichtet. Nach dem Besuch von Volksschule und Gymnasium absolvierte er ab 1928 ein Studium der Rechtswissenschaften. In diesen Jahren trat er in die Sozialdemokratische Partei Deutschlands (SPD) ein, engagierte sich außerdem im Bund sozialistischer Studenten und in der Liga für Menschenrechte. Neben der Verfassung von Zeitungsartikeln trat er auch als Wahlredner für seine Partei auf. Weil er sich für die Einheitsfront von Sozialdemokraten und Kommunisten einsetzte und deswegen gemaßregelt wurde, trat er 1932 in die Sozialistische Arbeiterpartei ein.
Nach der Machtergreifung der Nationalsozialisten wurde er 1934 in Bonn zum Doktor der Rechtswissenschaften promoviert. Seine Dissertation enthielt eine fundamentale Kritik an der Verfassungspraxis von Artikel 48 der Weimarer Verfassung. 1938 legte er sein Zweites juristisches Examen ab, wurde aber trotz Beitritt zum NS-Juristenbund nicht zum Staatsdienst zugelassen. Nach einer Tätigkeit in der Metallindustrie wurde er 1942 zur Wehrmacht eingezogen. Wegen „Zersetzung der Wehrkraft“ wurde gegen ihn 1944 ein Kriegsgerichtsverfahren eröffnet. Einem lebensbedrohlichen Urteil kam er zuvor, indem er von der Truppe desertierte und sich in US-amerikanische Kriegsgefangenschaft begab.
Als die NS-Herrschaft beseitigt und er nach Thüringen zurückgekehrt war, nahm ihn Hermann Brill im Mai 1945 als Mitarbeiter in sein Präsidialbüro auf. Im Juli 1945 trat er in die Kommunistische Partei Deutschlands (KPD) ein und wurde mit deren Mandat Oberbürgermeister (Nachfolger von Richard Senger) und Landrat (Nachfolger von Wolf von Wolffersdorf) von Nordhausen. Weil er gegen die aktive Benachteiligung ehemaliger Sozialdemokraten in der vereinigten Arbeiterpartei SED auftrat, obwohl er für deren Vereinigung eingetreten war, wurde er von Thüringer Vertretern der SMAD von seinen Posten abberufen (Nachfolger: Hans Himmler). Im Mai 1946 wurde er Leiter der Abteilung Gesetzgebung im Justizministerium und stellvertretender Justizminister. Zugleich leitete er das Justizreferat beim Landesvorstand seiner Partei und wurde Dozent an der Friedrich-Schiller-Universität Jena. Über Thüringen hinaus war er als Rechtsexperte gefragt, weil er sich um die Einführung einer Verwaltungsgerichtsbarkeit bemühte und damit Sozialismus mit Rechtsstaatlichkeit verbinden wollte. Als 1949 die DDR-Verfassung entstand, wurde er von Grotewohl um Mitarbeit ersucht. Der Druck der Verfechter einer moskautreuen Parteilinie auf ihn verstärkte sich aber immer mehr, so dass er 1950 in die Bundesrepublik Deutschland floh. Dort wurde er 1952 in die SPD aufgenommen, aber trotz Fürsprache renommierter Sozialdemokraten wurde ihm der Weg in den öffentlichen Dienst verwehrt, weil ihm der Makel anhaftete, nicht gegen den Kommunismus gekämpft zu haben. Von 1952 bis 1957 studierte er an der London School of Economics und arbeitete für die Kölner „United Restitution Organization“. Ab 1957 arbeitete er wieder als Rechtsanwalt und wurde 1964 stellvertretender Richter. Von 1970 bis 1978 wirkte er als Richter am Verfassungsgericht Nordrhein-Westfalens.

## Publikationen
- Die Jurisprudenz zur Diktatur des Reichspräsidenten nach Art. 48, Absatz II der Weimarer Verfassung. Ein kritischer Rückblick, Bonn : Röhrscheid, 1934
- Die Verfassung der Sowjetunion, Weimar : Thüringer Volksverl., 1946
- Die Verfassung des Landes Thüringen, Weimar : Thüringer Verlagsanst., 1947
- Thüringische Rechtskartei, Weimar : Landesverl. Thüringen, 1947
- Der Niedergang des staatsrechtlichen Denkens im Faschismus. Die Lehren des Herrn Professor Carl Schmitt, Kronjurist der Gegenrevolution, Weimar : Werden u. Wirken, 1947
- Gesetzgebung und Rechtsentwicklung im Lande Thüringen, Weimar : Landesverl. Thüringen, 1947
- Die süddeutschen Länderverfassungen, Berlin : Dietz, 1948
- Der Aufbau der Länderverfassungen in der sowjetischen Besatzungszone, Berlin : Dietz, 1948